# Víctor Cantillo
Víctor Danilo Cantillo Jiménez (Zona Bananera, 15 de outubro de 1993) é um futebolista colombiano que atua como volante. Atualmente joga no Remo.

## Carreira

### Atlético Nacional
Nascido em Zona Bananera, Magdalena, o jogador começou nas categorias de base do Atlético Nacional em 2010, depois de representar CD Molino Viejo e CSyD Belén San Bernardo. Fez sua estreia profissional em 24 de abril de 2013, numa vitória fora de casa por 2–0 contra o Rionegro Águilas pela Copa da Colômbia.
Estreou no Campeonato Colombiano no dia 26 de julho, jogando os 90 minutos em uma vitória por 3–2 contra o Atlético Huila.

### Atlético Cali
Pouco aproveitado durante a temporada pelo Atlético Nacional, ele foi emprestado ao Atlético Cali em 2014, onde disputou 14 partidas e não marcou nenhum gol.

### Leones
Ainda em 2014, depois de uma rápida passagem pelo Atlético Cali, novamente foi emprestado, mas dessa vez ao Leones, atualmente na Segunda Divisão colombiana. Disputou 98 partidas e marcou seu primeiro (e único) gol no empate em 2–2 contra o América de Cali, em 26 de setembro de 2014.

### Deportivo Pasto
No dia 7 de janeiro de 2017, foi emprestado ao Deportivo Pasto na primeira divisão, com uma cláusula de compra. Foram 23 partidas disputadas e nenhum gol, porém se destacou na equipe.

### Junior Barranquilla
Em 4 de julho, depois de se destacar com o time do Deportivo Pasto, ele foi contratado pelo Junior Barranquilla pela quantia de 1,2 milhão de dólares por 70% do passe do jogador por três anos, enquanto os 30% restantes pertencem a equipe do Atlético Nacional, que participaria apenas de uma possível venda ao futebol internacional.
No Junior, tornou-se uma peça essencial para a equipe, vencendo a Copa da Colômbia de 2017, o Campeonato Colombiano de 2018 (Finalización) e 2019 (Apertura), e alcançando as semifinais da Copa Sul-Americana de 2018. Por conta das boas atuações, o jogador também atraiu o interesse da Udinese após o final da temporada.

### Corinthians
Em janeiro de 2020, Cantillo foi anunciado como reforço do Corinthians. Pedido pelo técnico Tiago Nunes, o jogador foi visto como peça importante após a saída de jogadores que eram da posição. Seu contrato de empréstimo foi de um ano com opção de compra obrigatória ao final da temporada. O total da compra foi de US$ 3 milhões (cerca de R$ 12 milhões) por 70% dos direitos do jogador. Foi apresentado oficialmente pelo clube alvinegro no dia 9 de janeiro. Inicialmente o jogador optou por utilizar a camisa 24, número que utilizava no Junior Barranquilla, mas ficou com a camisa 8 por opção do diretor de futebol Duílio Monteiro Alves. Estreou com a camisa alvinegra no dia 15 de janeiro, na Florida Cup. Após a polêmica com a camisa 24, o clube voltou atrás e permitiu o jogador a usar o número, botando um ponto final no assunto. Ele usou o número já em seu primeiro jogo oficial contra a Ponte Preta, pela 3ª rodada do Campeonato Paulista. Em 14 de julho, Cantillo foi diagnosticado com COVID-19 e foi afastado do elenco por duas semanas, antes de um clássico contra o Palmeiras.
Em 29 de junho, o Corinthians pagou a última parcela e adquiriu o jogador definitivamente com direito a 100% dos direitos do atleta. Cantillo marcou seu primeiro gol com a camisa do Timão no dia 5 de outubro de 2021, em uma vitória por 3–1 contra o Bahia, na Neo Química Arena, pelo Campeonato Brasileiro.
Em 2 de agosto de 2022, numa derrota por 2–0 para o Flamengo, o volante chegou a marca de 100 jogos com a camisa do Corinthians. Em 8 de dezembro de 2023, foi comunicado que não teria seu contrato renovado com o Corinthians. Cantillo encerrou sua passagem pelo Parque São Jorge com 116 jogos, sendo 76 como titular. Na temporada 2023 entrou em campo em apenas 12 oportunidades, sendo titular quatro vezes.

### Retorno ao Junior Barranquilla
Em 30 de dezembro de 2023, foi anunciado seu retorno ao Junior Barranquilla.

## Seleção Nacional
No dia 16 de março de 2018, foi convocado para a Seleção Colombiana pelo técnico José Pékerman para amistosos contra a França e a Austrália.
Em 4 de outubro de 2020, foi convocado, novamente, após o corte do volante Mateus Uribe por conta COVID-19. Assim, Cantillo foi chamado para o dois primeiros jogos das Eliminatórias da Copa do Mundo de 2022. Os jogos foram contra a Venezuela, no dia 9 de outubro, e contra o Chile, no dia 13 de outubro.
No dia 4 de novembro de 2021, foi convocado para disputar os jogos contra o Brasil, no dia 11 de novembro, e contra o Paraguai, no dia 16 de novembro, pelas Eliminatórias da Copa do Mundo.
Em 22 de janeiro de 2022, foi convocado de última hora para suprir a ausência do atacante Luis Muriel para os jogos contra o Peru, no dia 28 de janeiro, e Argentina, no dia 1 de fevereiro, pelas Eliminatórias. Em 16 de março, foi chamado novamente para disputar os jogos contra a Bolívia, no dia 24 de março, e Venezuela, no dia 29 de março, pelas Eliminatórias.

## Estatísticas

### Clubes
Abaixo estão listados todos os jogos, gols e assistências do futebolista por clubes.
| Clube               | Temporada         | Campeonato nacional | Campeonato nacional | Campeonato nacional | Copa nacional[a] | Copa nacional[a] | Copa nacional[a] | Competições continentais[b] | Competições continentais[b] | Competições continentais[b] | Outros torneios[c] | Outros torneios[c] | Outros torneios[c] | Total | Total | Total   |
| Clube               | Temporada         | Jogos               | Gols                | Assist.             | Jogos            | Gols             | Assist.          | Jogos                       | Gols                        | Assist.                     | Jogos              | Gols               | Assist.            | Jogos | Gols  | Assist. |
| ------------------- | ----------------- | ------------------- | ------------------- | ------------------- | ---------------- | ---------------- | ---------------- | --------------------------- | --------------------------- | --------------------------- | ------------------ | ------------------ | ------------------ | ----- | ----- | ------- |
| Atlético Nacional   | 2013              | 5                   | 0                   | 0                   | —                | —                | —                | —                           | —                           | —                           | —                  | —                  | —                  | 5     | 0     | 0       |
| Atlético Nacional   | Total             | 5                   | 0                   | 0                   | —                | —                | —                | —                           | —                           | —                           | —                  | —                  | —                  | 5     | 0     | 0       |
| Atlético FC         | 2014              | 14                  | 0                   | 0                   | —                | —                | —                | —                           | —                           | —                           | —                  | —                  | —                  | 14    | 0     | 0       |
| Atlético FC         | Total             | 14                  | 0                   | 0                   | —                | —                | —                | —                           | —                           | —                           | —                  | —                  | —                  | 14    | 0     | 0       |
| Leones FC           | 2014              | 24                  | 1                   | 0                   | —                | —                | —                | —                           | —                           | —                           | —                  | —                  | —                  | 24    | 1     | 0       |
| Leones FC           | 2015              | 34                  | 0                   | 0                   | —                | —                | —                | —                           | —                           | —                           | —                  | —                  | —                  | 34    | 0     | 0       |
| Leones FC           | 2016              | 40                  | 0                   | 0                   | —                | —                | —                | —                           | —                           | —                           | —                  | —                  | —                  | 40    | 0     | 0       |
| Leones FC           | Total             | 98                  | 1                   | 0                   | —                | —                | —                | —                           | —                           | —                           | —                  | —                  | —                  | 98    | 1     | 0       |
| Deportivo Pasto     | 2017              | 22                  | 0                   | 2                   | —                | —                | —                | —                           | —                           | —                           | —                  | —                  | —                  | 22    | 0     | 2       |
| Deportivo Pasto     | Total             | 22                  | 0                   | 2                   | —                | —                | —                | —                           | —                           | —                           | —                  | —                  | —                  | 22    | 0     | 2       |
| Junior Barranquilla | 2017              | 12                  | 0                   | 0                   | 2                | 0                | 0                | 6                           | 0                           | 0                           | —                  | —                  | —                  | 20    | 0     | 0       |
| Junior Barranquilla | 2018              | 22                  | 1                   | 2                   | —                | —                | —                | 18                          | 0                           | 1                           | —                  | —                  | —                  | 40    | 1     | 3       |
| Junior Barranquilla | 2019              | 49                  | 3                   | 5                   | 3                | 0                | 0                | 8                           | 0                           | 0                           | —                  | —                  | —                  | 60    | 3     | 5       |
| Junior Barranquilla | Total             | 83                  | 4                   | 7                   | 5                | 0                | 0                | 32                          | 0                           | 1                           | —                  | —                  | —                  | 120   | 4     | 8       |
| Corinthians         | 2020              | 21                  | 0                   | 3                   | 2                | 0                | 0                | 2                           | 0                           | 0                           | 7                  | 0                  | 0                  | 32    | 0     | 3       |
| Corinthians         | 2021              | 25                  | 2                   | 1                   | 1                | 0                | 0                | 4                           | 0                           | 1                           | 10                 | 0                  | 0                  | 40    | 2     | 2       |
| Corinthians         | 2022              | 19                  | 0                   | 0                   | 4                | 0                | 0                | 4                           | 0                           | 0                           | 7                  | 0                  | 0                  | 34    | 0     | 0       |
| Corinthians         | 2023              | 6                   | 0                   | 0                   | 0                | 0                | 0                | 2                           | 0                           | 0                           | 4                  | 0                  | 0                  | 12    | 0     | 0       |
| Corinthians         | Total             | 71                  | 2                   | 4                   | 7                | 0                | 0                | 12                          | 0                           | 1                           | 28                 | 0                  | 0                  | 118   | 2     | 5       |
| Total na carreira   | Total na carreira | 293                 | 6                   | 13                  | 12               | 0                | 0                | 44                          | 0                           | 2                           | 28                 | 0                  | 0                  | 377   | 7     | 15      |

- a. ^ Jogos da Copa do Brasil e Copa da Colômbia
- b. ^ Jogos da Libertadores e Copa Sul-Americana
- c. ^ Jogos do Campeonato Paulista

### Seleção Colombiana
Abaixo estão listados todos jogos, gols e assistências do futebolista pela Seleção Colombiana.[carece de fontes?]
| Ano               | Eliminatórias da Copa do Mundo | Eliminatórias da Copa do Mundo | Eliminatórias da Copa do Mundo |
| Ano               | Jogos                          | Gols                           | Assist.                        |
| ----------------- | ------------------------------ | ------------------------------ | ------------------------------ |
| 2021              | 1                              | 0                              | 0                              |
| 2022              | 1                              | 0                              | 0                              |
| Total na carreira | 2                              | 0                              | 0                              |

## Títulos
Atlético Nacional
- Campeonato Colombiano: 2013 (Apertura) e 2013 (Finalización)
- Copa da Colômbia: 2013

Junior Barranquilla
- Copa da Colômbia: 2017
- Campeonato Colombiano: 2018 (Finalización)
- Superliga da Colômbia: 2019